# Skroniów
Skroniów – wieś sołecka w Polsce położona w województwie świętokrzyskim, w powiecie jędrzejowskim, w gminie Jędrzejów.
W latach 1975–1998 miejscowość administracyjnie należała do województwa kieleckiego.

## Części wsi
| SIMC    | Nazwa         | Rodzaj     |
| ------- | ------------- | ---------- |
| 0240879 | Mały Skroniów | przysiółek |

## Historia
Skroniów w 1174 roku „Skroniow”, wieś i folwark w powiecie jędrzejowskim, gminie Prząsław, parafii Jędrzejów.
Wieś ta, a jej część zapewne, była nadana klasztorowi jędrzejowskiemu, jak świadczy o tym akt uposażenia klasztoru cystersów jędrzejowskich z 1174 r. (Kod. Małop., II, 9).
W dalszych latach klasztor skupuje części od drobnych dziedziców. W 1335 r. „Stanisław, Maugunscus, Adam et Wloscibor – fratres germani heredes de Skroniów” sprzedają swe części klasztorowi jędrzejowskiemu za 80 grzywien (Kod. Małop., I, 285).
Sprzedaż ta wywołuje opozycję ze strony dalszych krewnych. Andrzej z Mojkowic upomina się o jakąś cząstkę („partícula hereditatis in parvo Skroniów″), ale następnie zrzeka się przed sądem królewskim swej pretensji w 1303 r.
Współcześni im Mikołaj i Nierasta, synowie Andrzeja upominają się o trzecią część dziedzictwa „in parvo Skroniów″, lecz występujący w imieniu klasztoru „Wlosciborius heros do Potok″ udowodnił, iż klasztor tę część zakupił i zapłacił.
Inni członkowie rodu występują w dalszym ciągu z pretensjami do klasztoru, który jednocześnie nic przestaje skupywać cząstek dla uwolnienia się od kłótliwych sąsiadów. Cały szereg aktów i wyroków mieści Kodeks Małopolski (t. I). W połowie wieku XV w. Skroniów wś w parafii Andrzejów stanowi własność w połowie klasztoru jędrzejowskiego, w połowie rycerską Gozdzickiogo herbu Doliwa.
W części duchownej były łany kmiece, które dawały czynsz, kury, sery, jaja, powabę, osep. Była tam karczma, zagrodnicy, folwark duchowny i 1 młyn. Wszystkie role płaciły dziesięcinę snopową i konopną klasztorowi jędrzejowskiemu (Długosz L.B. t.III, s.362,370,375).
Według registru poborowego powiatu krakowskiego z 1581 r. we wsi Skroniów opactwo jędrzejowskie miało 7 ½ łana kmiecego 3 zagrodników bez roli, 1 komornika bez bydła, i karczmarza Stanisław Strzeszkowski ½ łana kmiecego 1 zagrodnika bez roli. Rakowski 1 łan, 1 zagrodnika bez roli (Pawiński, Małop. s.87,439).
Po zniesieniu klasztoru Skroniów wchodził w skład dóbr rządowych Jędrzejów.
W 1827 r. wieś liczyła 30 domów i 245 mieszkańców.
W 1864 car Aleksander II Romanow wydał dekret o uwłaszczeniu włościan w Królestwie Polskim. Na mocy tego dekretu zniesiono pańszczyznę a wieś Skroniów stała się własnością jej mieszkańców.
W 1886 r. w Skroniowie funkcjonowały jeszcze folwarki Skroniów i Książe o obszarze 631 morgów. Zabudowania folwarczne składały się z 2 budynków murowanych i 22 drewnianych.
W czasie II wojny światowej w Skroniowie miała miejsce potyczka partyzancka, stoczona 21 lipca 1944 przez oddziały Batalionów Chłopskich i Armii Krajowej przeciw oddziałom Wehrmachtu.
W czasie ofensywy styczniowej prowadzonej przez Armię Czerwoną 17 stycznia 1945 roku w Skroniowie zakwaterował sztab 1 Frontu Ukraińskiego.
W miejscowości znajduje się Szkoła Podstawowa im. Roalda Amundsena, stadion piłki nożnej i ręcznej działa też klub sportowy „Zryw” oraz jednostka Ochotniczej Straży Pożarnej licząca około 40 strażaków, mająca do dyspozycji remizę i wóz strażacki.
Od 1983 r. wieś jest siedzibą parafii rzymskokatolickiej. Kościół zbudowany został w latach 1984–1992.